# Marynarka (ubranie)
Marynarka – górna część męskiego garnituru, długa do pasa lub bioder lub samodzielny element ubioru.

## Historia marynarki
Pierwsze marynarki były noszone przez marynarzy i robotników jako funkcjonalne okrycia. W kolejnych latach marynarka awansowała do rangi stroju eleganckiego mężczyzny, najczęściej jako element garnituru. Pierwsze marynarki noszono ze sztywnym przodem, wysoką talią. Były to przeważnie jednorzędówki z wyłogami.
Jednorzędowy garnitur po raz pierwszy wprowadzono w Wielkiej Brytanii w 1906 roku. Marynarka projektowana dla jeźdźców wymagała pozostawienia dolnego guzika niezapiętego, jednak pod wpływem króla Edwarda VII rozpowszechnił się zwyczaj niezapinania górnego guzika w marynarce o trzech guzikach. Od 1925 roku moda marynarek zmieniła się. Ubierano się w coraz luźniejsze marynarki. W 1929 roku zaczęto watować ramiona, krój w pasie był coraz mniej dopasowany, za to coraz węższy w biodrach. Zaczęła się moda na marynarki sportowe noszone na co dzień, a kamizelkę zastępowano swetrem. Zaczęto rozróżniać strój dzienny i wieczorowy

## Kamizelka
Uzupełnieniem do marynarki, noszonym raczej do eleganckiego garnituru, jest kamizelka. Nosi się ją do jednorzędowej marynarki, może stanowić samodzielny element ubioru w upalne dni. Tak jak w przypadku marynarki, nie powinno zapinać się jej na ostatni guzik.
Kamizelka najczęściej szyta jest z żakardu lub tej samej tkaniny co garnitur, ale również może być szyta na modę sportową z luźnych tkanin, a nawet ze sztruksu. Do kamizelki nie zakłada się pasa smokingowego.

## Rodzaje marynarek
- ze względu na liczbę rzędów
  - jednorzędowe(inne języki)
    - na jeden guzik (żakiet, smoking)
    - na dwa guziki (obecnie większość marynarek)
    - na trzy guziki
    - na cztery guziki

  - dwurzędowe(inne języki)
    - na dwa guziki
    - na cztery guziki w linii prostej
    - na cztery guziki w kształcie litery „V”
    - na sześć guzików w linii prostej
    - na sześć guzików w kształcie litery „V”
    - na sześć guzików w kształcie litery „V”, lecz nie zapinana (frak)
- ze względu na klapę
  - otwarte (garnitur dzienny, garnitur sportowy)
  - zamknięte, szpiczaste (frak, garnitur wieczorowy)
  - szalowe (smoking)
  - stójkowe
- ze względu na kieszenie
  - bez patek (garnitur wieczorowy, smoking)
  - z patkami (garnitur dzienny, garnitur sportowy)
  - z kieszonką biletową (garnitur sportowy)
  - z kieszeniami ukośnymi (garnitur sportowy)
  - z kieszeniami naszytymi (garnitur sportowy), naszyta może być również brustasza

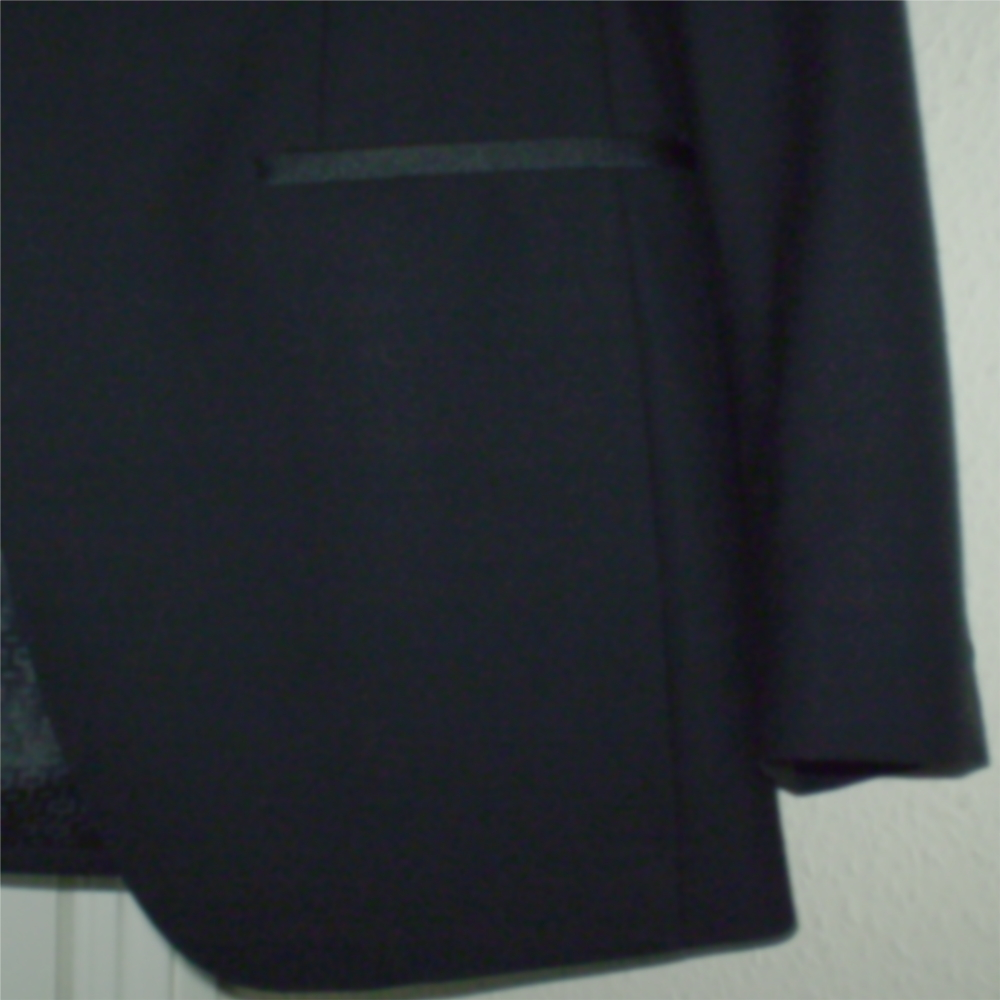
kieszeń bez patki z ozdobną lamówką
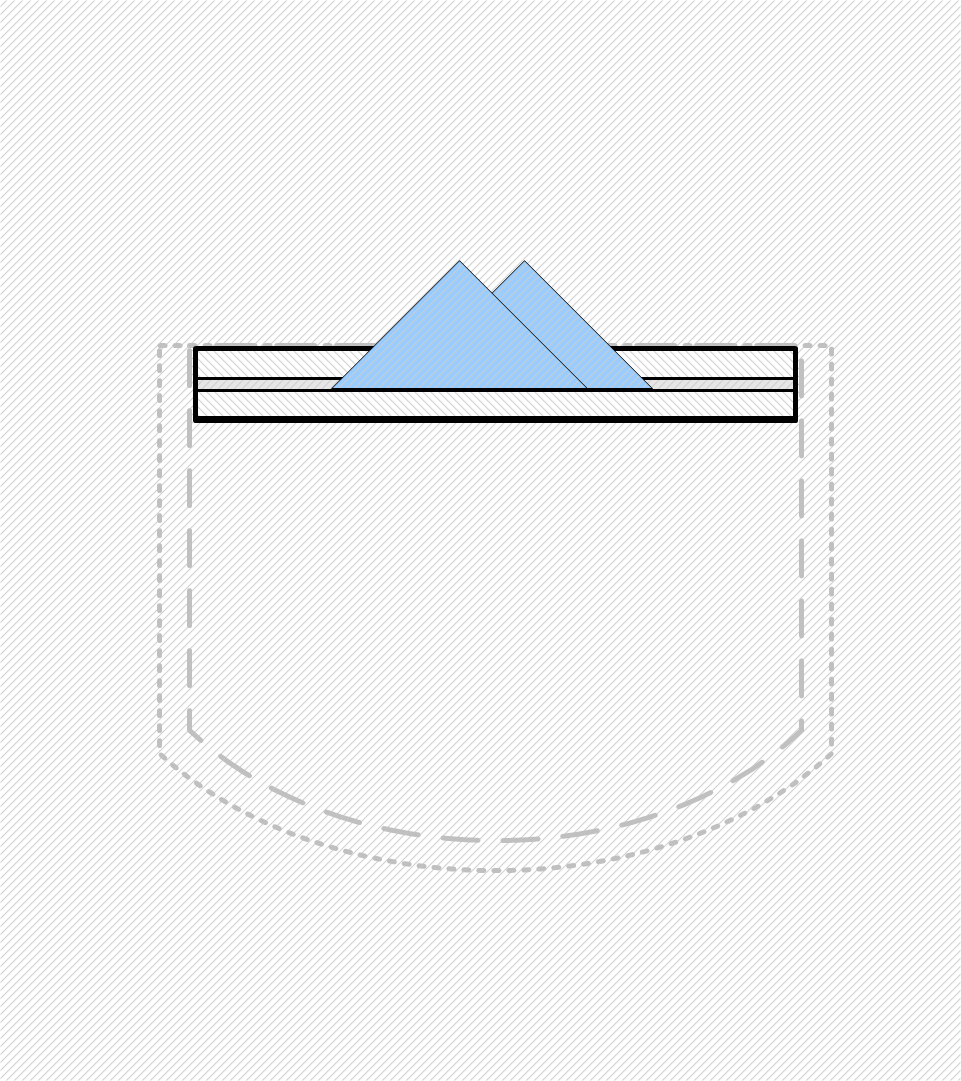
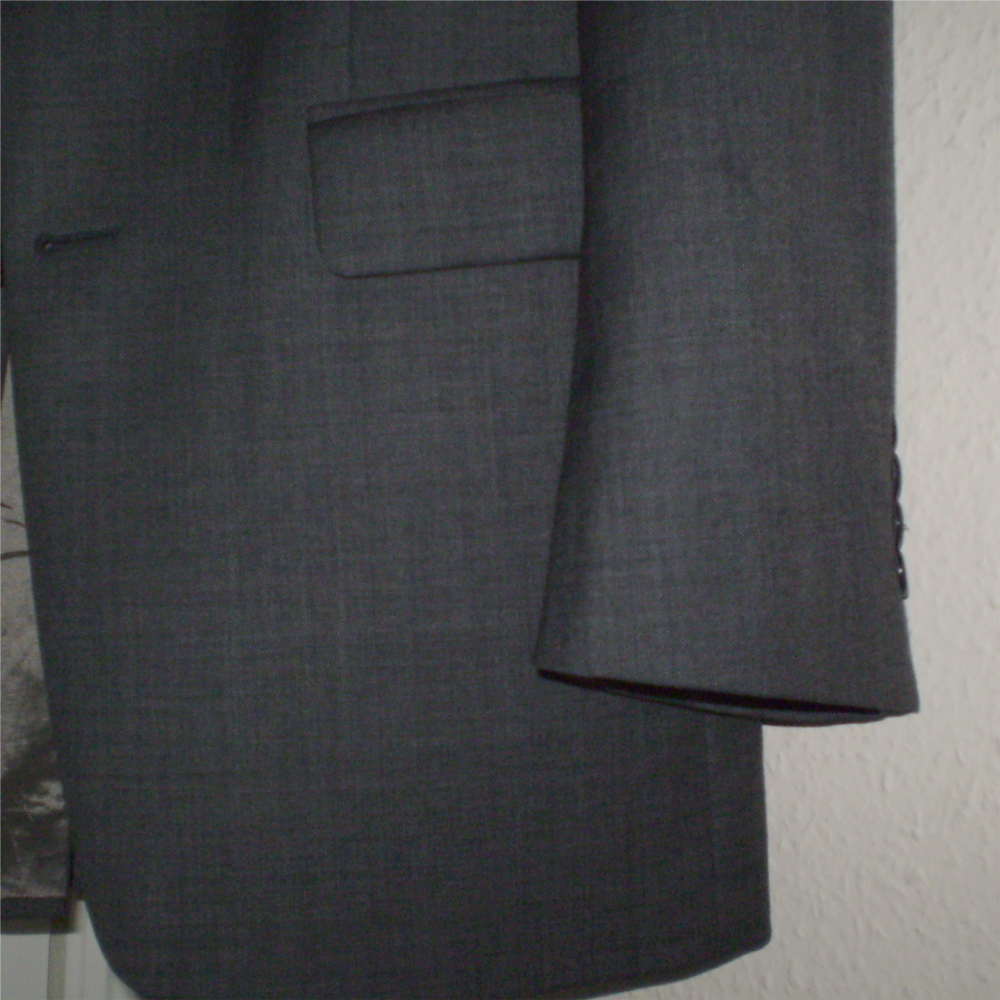
kieszeń z patką
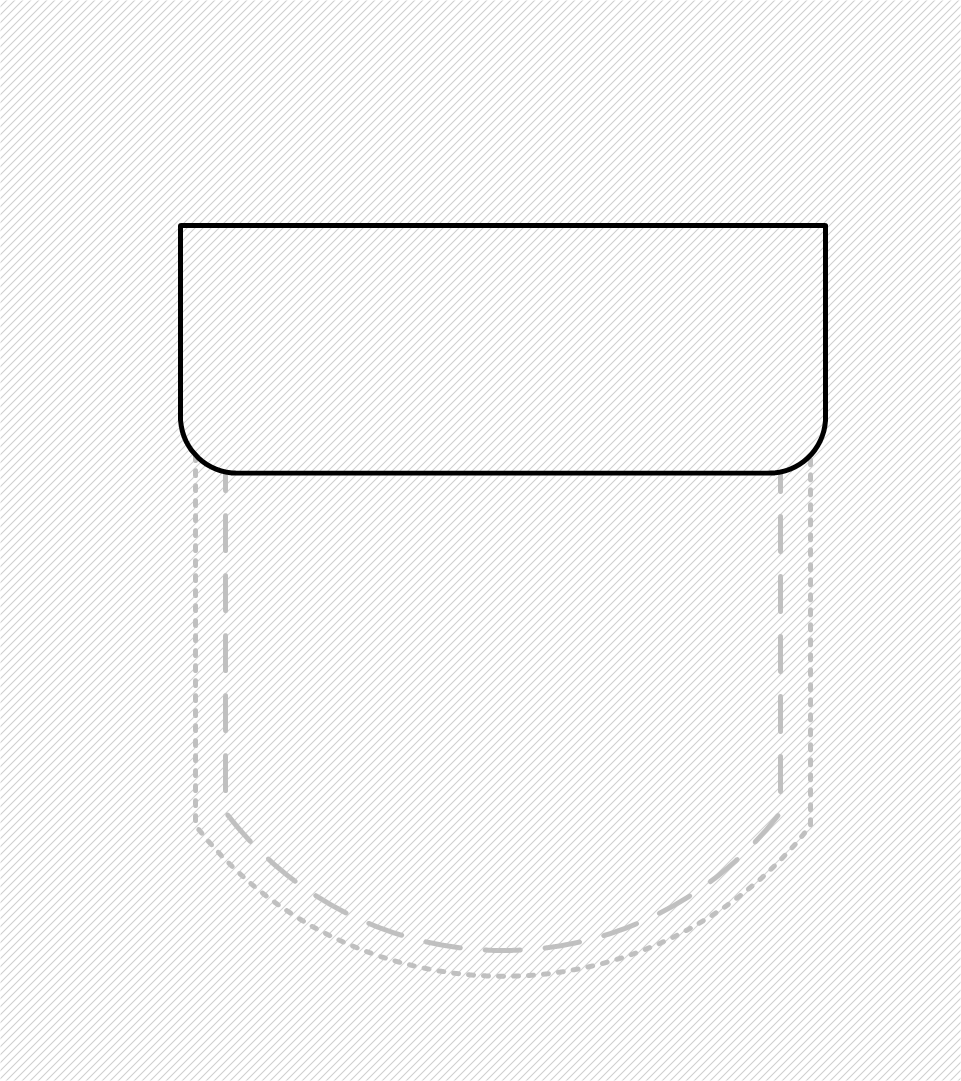
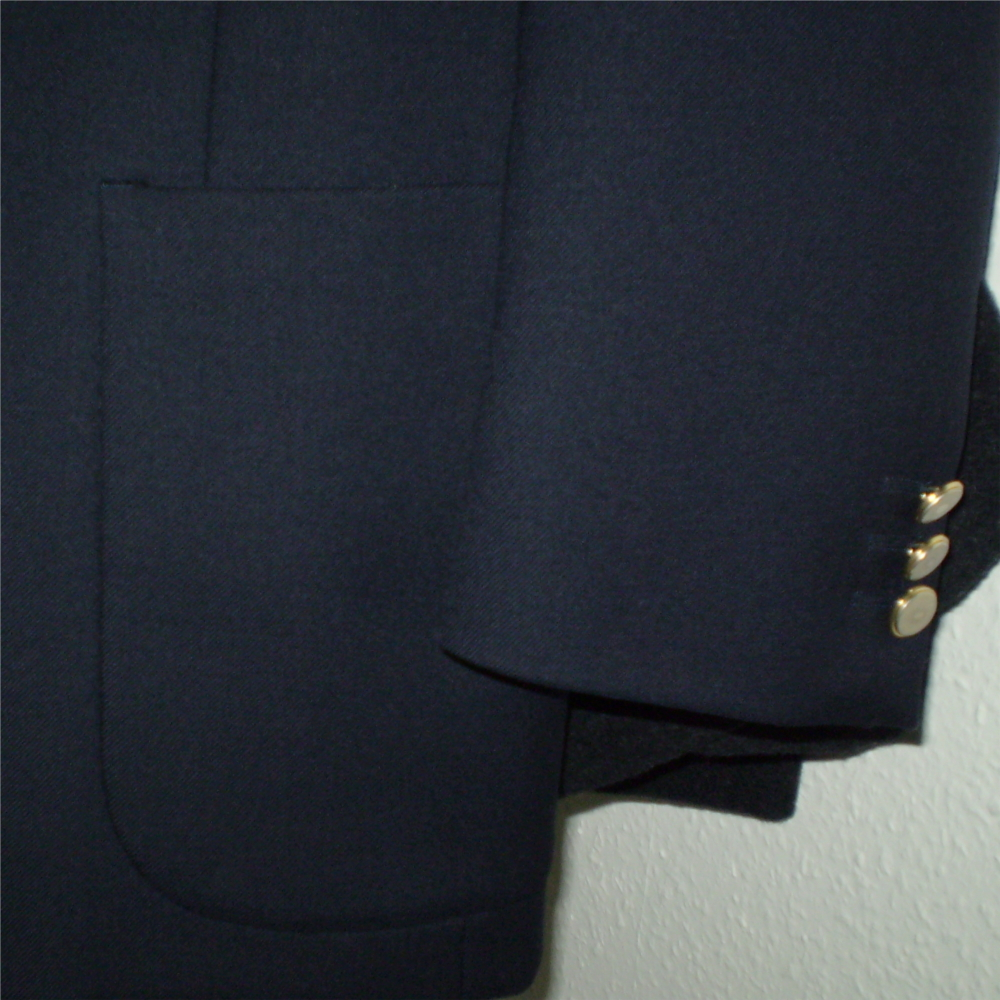
kieszeń naszyta
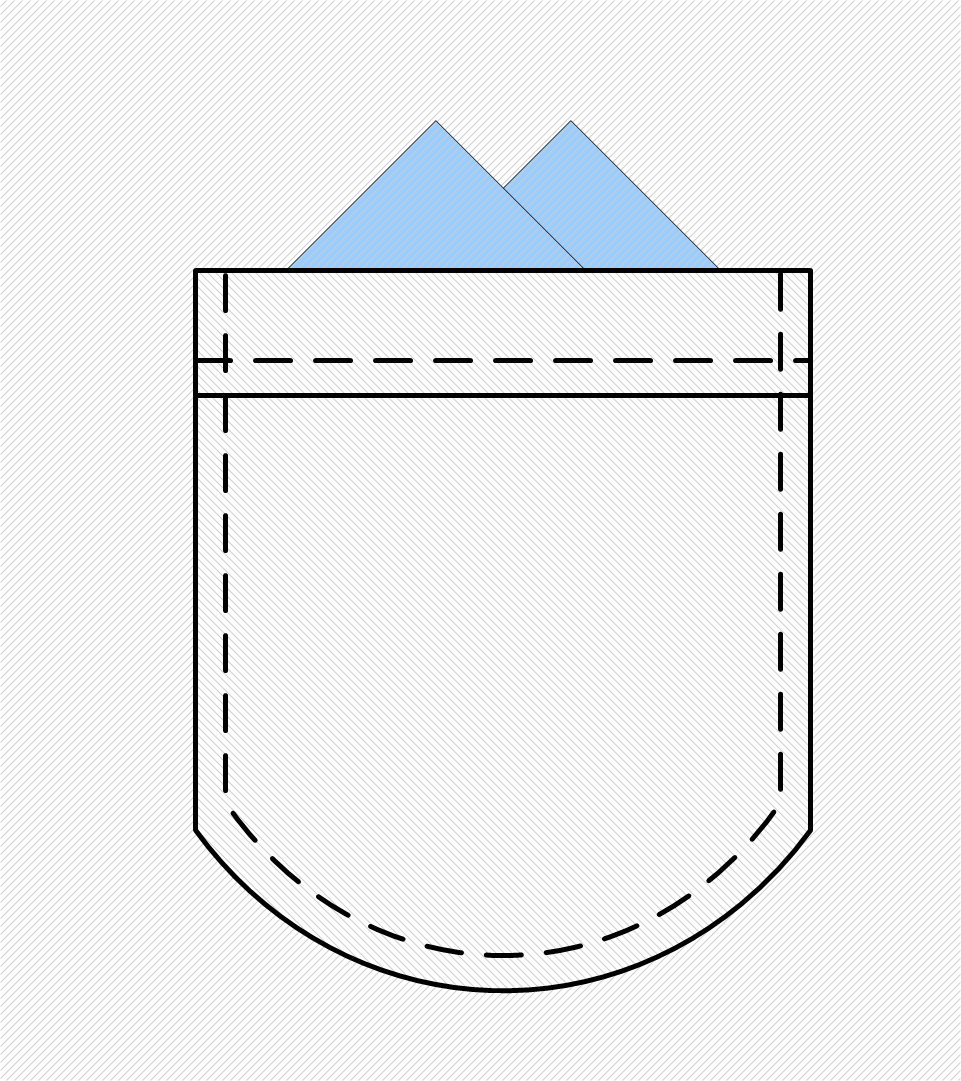

- ze względu na szlice (rozcięcia z tyłu)
  - bez szliców (garnitur wieczorowy, smoking)
  - z jednym szlicem (garnitur sportowy)
  - z dwoma szlicami (garnitur dzienny i wieczorowy)
- ze względu na guziki
  - z guzikami w kolorze marynarki (garnitur dzienny)
  - z kontrastującymi guzikami (marynarki wojskowe, zestaw klubowy)
  - z guzikami obciągniętymi materiałem (frak, smoking, żakiet, stroller)
- ze względu na materiał
  - wełniane (wszystkie marynarki dzienne i wieczorowe)
  - bawełniane (garnitur sportowy, zestaw koordynowany)
  - lniane (garnitur sportowy, zestaw koordynowany)
  - sztruksowe (garnitur sportowy, zestaw koordynowany)

Szczególna forma marynarki występuje we fraku, żakiecie i smokingu.

## Standardy noszenia
Posiadanie marynarki wiąże się z zasadami jej noszenia:
- W marynarce jednorzędowej dolny guzik powinien być zawsze odpięty (z wyjątkiem padoku), w przypadku marynarki z trzema guzikami zapięty powinien być tylko środkowy (ewentualnie środkowy i górny)[2].
- W marynarce dwurzędowej dolna para guzików powinna być niezapięta[2].
- Jeśli mamy usiąść, należy rozpiąć wszystkie guziki (w marynarkach jednorzędowych, natomiast marynarki dwurzędowej nie rozpinamy do siadania).
- Rękaw marynarki powinien kończyć się ok. 1 cm nad mankietem koszuli.
- Kieszenie marynarki powinny zostać puste. Jest to element dekoracyjny[3].